# Dolichostyrax tuberculatus
Dolichostyrax tuberculatus là một loài bọ cánh cứng trong họ Cerambycidae.